# Associazione Sportiva Roma 1980-1981
Questa voce raccoglie le informazioni riguardanti l'Associazione Sportiva Roma nelle competizioni ufficiali della stagione 1980-1981.

## Stagione

Tancredi, Turone, il neocapitano Di Bartolomei e Conti festeggiano la quarta Coppa Italia romanista.

Due eventi importanti segnano questa stagione: arriva Falcão, asso brasiliano, centrocampista di grande talento, ai più sconosciuto al momento dell'ingaggio, che diviene uno dei pilastri portanti della Roma che dopo due anni avrebbe conquistato lo scudetto; arrivano anche i promettenti centrali difensivi Romano e Bonetti, rispettivamente da Avellino e Brescia, anche se solo il secondo riuscirà a spuntare la titolarità sul campano nel corso della stagione.
Al termine di un iniziale rodaggio del reparto arretrato (incertezze culminate nel 4-0 rimediato a Napoli), la squadra iniziò a macinare gioco e punti, nonostante alcuni passi falsi contro squadre di bassa classifica; ma complici le battute d'arresto delle rivali, Inter e Juventus su tutte, riuscì a tagliare il traguardo di metà campionato in testa alla classifica, perdendo poi il primato in primavera. Il punto di svolta della stagione dei capitolini, mai così vicini allo scudetto da trentanove anni a quella parte, fu il fuorigioco che non convalidò la successiva rete del libero Turone contro la Juventus, nello scontro diretto di Torino: l'eventuale segnatura, che avrebbe significato lo 0-1 a un quarto d'ora dal triplice fischio, avrebbe potuto riportare la squadra in testa alla classifica con un punto di vantaggio sui bianconeri, a due giornate dal termine del campionato. Fecero seguito strascichi polemici circa la fondatezza di quella chiamata arbitrale, tuttora perduranti e sfociati nella rottura del rapporto di amicizia tra le rispettive tifoserie.

Il regista brasiliano Paulo Roberto Falcão, primo acquisto straniero della Roma dalla riapertura delle frontiere, qui in azione nella sfida di campionato contro l'Inter a San Siro.

Al di là di questo, tuttavia, il campionato fu perso dai giallorossi anche a causa di inconsistenti pareggi fuori casa, nelle battute decisive, contro modeste provinciali quali Ascoli e Avellino. Al termine della stagione la squadra si classificò comunque seconda, conquistando per il secondo anno di seguito la Coppa Italia, la quarta della sua storia. Per nulla memorabile la campagna europea in Coppa delle Coppe: l'eliminazione giunse al primo turno ad opera del Carl Zeiss Jena, causa la netta sconfitta per 4-0 rimediata in Germania Est, che rese vana la precedente vittoria capitolina per 3-0 dell'Olimpico.
Fu l'ultima stagione alla Roma per Romeo Benetti e Francesco Rocca, entrambi scarsamente utilizzati nel corso dell'annata: il primo per sopraggiunta anzianità mentre il secondo, a neanche 27 anni, causa mancato recupero dal grave infortunio del 1976. Lasciò il club giallorosso anche la bandiera Sergio Santarini, per accasarsi al Catanzaro.

## Divise
Lo sponsor tecnico è Playground. La divisa primaria della Roma è costituita da maglia rossa con colletto a polo giallo, pantaloncini rossi e calzettoni rossi bordati di giallo. In trasferta la Lupa usa una maglia bianca con colletto a polo giallorosso, pantaloncini bianchi e calzettoni bianchi bordati di giallorosso. I portieri hanno due divise: la prima è formata da maglia grigia con colletto a polo nero, pantaloncini neri e calzettoni bianchi, la seconda è costituita da maglia rossa con colletto a polo abbinata agli stessi calzettoni e calzoncini. Tutte le divise presentano cucite sul petto la coccarda della Coppa Italia.
| Casa | Trasferta | 1ª portiere | 2ª portiere |

## Organigramma societario
Di seguito l'organigramma societario.
Area direttiva
- Presidente: Dino Viola

Area organizzativa
- Segretario: Lino Raule

Area tecnica
- Allenatore: Nils Liedholm
- Allenatore in seconda: Luciano Tessari
- Preparatore atletico: Gaetano Colucci

Area sanitaria
- Medico sociale: Ernesto Alicicco
- Massaggiatore: Vittorio Boldorini

## Rosa
Di seguito la rosa.
| N. |                   | Ruolo | Calciatore        |
| -- | ----------------- | ----- | ----------------- |
|    | Italia (bandiera) | P     | Franco Superchi   |
|    | Italia (bandiera) | P     | Franco Tancredi   |
|    | Italia (bandiera) | D     | Mauro Amenta      |
|    | Italia (bandiera) | D     | Dario Bonetti     |
|    | Italia (bandiera) | D     | Domenico Maggiora |
|    | Italia (bandiera) | D     | Vincenzo Romano   |
|    | Italia (bandiera) | D     | Francesco Rocca   |
|    | Italia (bandiera) | D     | Luciano Spinosi   |
|    | Italia (bandiera) | D     | Sergio Santarini  |
|    | Italia (bandiera) | D     | Maurizio Turone   |
|    | Italia (bandiera) | C     | Carlo Ancelotti   |
|    | Italia (bandiera) | C     | Luca Birigozzi    |

| N. |                    | Ruolo | Calciatore                        |
| -- | ------------------ | ----- | --------------------------------- |
|    | Italia (bandiera)  | C     | Romeo Benetti                     |
|    | Italia (bandiera)  | C     | Bruno Conti                       |
|    | Italia (bandiera)  | C     | Michele De Nadai                  |
|    | Italia (bandiera)  | C     | Agostino Di Bartolomei (capitano) |
|    | Italia (bandiera)  | C     | Antonio Di Carlo                  |
|    | Italia (bandiera)  | C     | Alberto Di Chiara                 |
|    | Brasile (bandiera) | C     | Paulo Roberto Falcão              |
|    | Italia (bandiera)  | C     | Paolo Giovannelli                 |
|    | Italia (bandiera)  | C     | Roberto Scarnecchia               |
|    | Italia (bandiera)  | C     | Attilio Sorbi                     |
|    | Italia (bandiera)  | A     | Roberto Pruzzo                    |
|    | Italia (bandiera)  | A     | Paolo Alberto Faccini             |

## Calciomercato
Di seguito il calciomercato.
| Acquisti | Acquisti              | Acquisti      | Acquisti                    |
| R.       | Nome                  | da            | Modalità                    |
| -------- | --------------------- | ------------- | --------------------------- |
| P        | Franco Superchi       | Verona        | definitivo                  |
| D        | Dario Bonetti         | Brescia       | definitivo                  |
| D        | Vincenzo Romano       | Avellino      | definitivo                  |
| C        | Carlo Ancelotti       | Parma         | riscattato                  |
| C        | Luca Birigozzi        | Ternana       | definitivo                  |
| C        | Paulo Roberto Falcão  | Internacional | definitivo (1,5 milioni $ ) |
| C        | Attilio Sorbi         | Ternana       | definitivo                  |
| C        | Paolo Alberto Faccini | Nocerina      | fine prestito               |

| Cessioni | Cessioni           | Cessioni      | Cessioni   |
| R.       | Nome               | a             | Modalità   |
| -------- | ------------------ | ------------- | ---------- |
| P        | Paolo Conti        | Verona        | definitivo |
| P        | Claudio Del Ciello | Pescara       | definitivo |
| D        | Franco Peccenini   | Catanzaro     | definitivo |
| C        | Walter Allievi     | Parma         | definitivo |
| C        | Massimo Lattuca    | Latina        | definitivo |
| C        | Maurizio Raggi     | Banco di Roma | definitivo |
| A        | Guido Ugolotti     | Avellino      | prestito   |

## Risultati

### Serie A

#### Girone di andata
| Arbitro: | Michelotti (Parma) |

|  |           |                  |
|  | Marcatori | 24’ (aut.) Volpi |

| Arbitro: | Ballerini (La Spezia) |

|                   |           |  |
| Pruzzo 50’ (rig.) | Marcatori |  |

| Arbitro: | D'Elia (Salerno) |

|               |           |                   |
| Garritano 13’ | Marcatori | 71’ (rig.) Pruzzo |

| Arbitro: | Casarin (Milano) |

|                                 |           |  |
| Ancelotti 49’ Di Bartolomei 54’ | Marcatori |  |

| Arbitro: | Michelotti (Parma) |

|                                                                        |           |  |
| Romano 23’ (aut.) Pellegrini 32’ Di Bartolomei 57’ (aut.) Nicolini 60’ | Marcatori |  |

| Arbitro: | Barbaresco (Cormons) |

|                           |           |                                            |
| Altobelli 58’ (rig.), 87’ | Marcatori | 2’ (aut.) Bini 14’, 30’, 80’ (rig.) Pruzzo |

| Roma 9 novembre 1980, ore 14:30 7ª giornata | Roma              | 0 – 0 referto | Catanzaro | Stadio Olimpico di Roma (circa 50.000 spett.)\| Arbitro: \| Bergamo (Livorno) \| |
| Arbitro:                                    | Bergamo (Livorno) |               |           |                                                                                  |

| Arbitro: | D'Elia (Salerno) |

|            |           |  |
| Virdis 78’ | Marcatori |  |

| Arbitro: | Lops (Torino) |

|                             |           |            |
| Pruzzo 28’, 35’ (rig.), 79’ | Marcatori | 40’ Zanone |

| Arbitro: | Casarin (Milano) |

|                      |           |           |
| Antognoni 62’ (rig.) | Marcatori | 55’ Conti |

| Arbitro: | Lo Bello (Siracusa) |

|                                                              |           |             |
| Scarnecchia 15’ Pruzzo 29’ Bellotto 35’ (aut.) Ancelotti 65’ | Marcatori | 5’ Paolucci |

| Arbitro: | Michelotti (Parma) |

|                |           |                |
| Di Gennaro 89’ | Marcatori | 5’ Scarnecchia |

| Roma 18 gennaio 1981, ore 14:30 13ª giornata | Roma                 | 0 – 0 referto | Juventus | Stadio Olimpico di Roma\| Arbitro: \| Barbaresco (Cormons) \| |
| Arbitro:                                     | Barbaresco (Cormons) |               |          |                                                               |

| Arbitro: | D'Elia (Salerno) |

|  |           |                                           |
|  | Marcatori | 2’, 83’ Pruzzo 67’ (aut.) Borgo 74’ Conti |

| Arbitro: | Mattei (Macerata) |

|                   |           |           |
| Di Bartolomei 24’ | Marcatori | 61’ Massa |

#### Girone di ritorno
| Arbitro: | Prati (Parma) |

|                   |           |             |
| Pruzzo 56’ (rig.) | Marcatori | 5’ Lombardi |

| Arbitro: | Bergamo (Livorno) |

|              |           |                                     |
| Crialesi 49’ | Marcatori | 44’ Di Bartolomei 56’ (rig.) Pruzzo |

| Arbitro: | Pieri (Genova) |

|            |           |             |
| Falcão 29’ | Marcatori | 36’ Dossena |

| Arbitro: | D'Elia (Salerno) |

|  |           |                              |
|  | Marcatori | 11’ Pruzzo 38’ Di Bartolomei |

| Arbitro: | Barbaresco (Cormons) |

|            |           |                |
| Pruzzo 50’ | Marcatori | 71’ Speggiorin |

| Arbitro: | Bergamo (Livorno) |

|            |           |  |
| Pruzzo 86’ | Marcatori |  |

| Arbitro: | Casarin (Milano) |

|             |           |           |
| Palanca 54’ | Marcatori | 60’ Conti |

| Arbitro: | Lo Bello (Siracusa) |

|           |           |  |
| Conti 80’ | Marcatori |  |

| Arbitro: | Pieri (Genova) |

|  |           |                       |
|  | Marcatori | 22’ Pruzzo 65’ Falcão |

| Arbitro: | Prati (Parma) |

|             |           |             |
| Faccini 60’ | Marcatori | 82’ Bertoni |

| Ascoli Piceno 26 aprile 1981, ore 16:00 26ª giornata | Ascoli             | 0 – 0 referto | Roma | Stadio Cino e Lillo Del Duca\| Arbitro: \| Michelotti (Parma) \| |
| Arbitro:                                             | Michelotti (Parma) |               |      |                                                                  |

| Arbitro: | Redini (Pisa) |

|                                                                             |           |  |
| Frosio 11’ (aut.) Pruzzo 21’ (rig.) Conti 28’ Di Bartolomei 68’ Faccini 76’ | Marcatori |  |

| Torino 10 maggio 1981, ore 16:00 28ª giornata | Juventus          | 0 – 0 referto | Roma | Stadio Comunale\| Arbitro: \| Bergamo (Livorno) \| |
| Arbitro:                                      | Bergamo (Livorno) |               |      |                                                    |

| Arbitro: | Barbaresco (Cormons) |

|                   |           |  |
| Di Bartolomei 25’ | Marcatori |  |

| Arbitro: | Menicucci (Firenze) |

|               |           |           |
| Venturini 30’ | Marcatori | 5’ Falcão |

### Coppa Italia

#### Fase finale
| Arbitro: | Pieri (Genova) |

|  |           |               |
|  | Marcatori | 87’ Di Chiara |

| Roma 1º aprile 1981, ore 20:45 Quarti di finale - Ritorno | Roma              | 0 – 0 referto | Fiorentina | Stadio Olimpico di Roma\| Arbitro: \| Tonolini (Milano) \| |
| Arbitro:                                                  | Tonolini (Milano) |               |            |                                                            |

| Arbitro: | D'Elia (Salerno) |

|  |           |               |
|  | Marcatori | 53’ Ancelotti |

| Arbitro: | Redini (Pisa) |

|                          |           |             |
| Di Bartolomei 74’ (rig.) | Marcatori | 59’ Cabrini |

| Arbitro: | Pieri (Genova) |

|               |           |                      |
| Ancelotti 31’ | Marcatori | 59’ (aut.) Santarini |

| Arbitro: | Michelotti (Parma) |

|                                 |                      |                                                |
| Cuttone 37’                     | Marcatori            | 61’ (rig.) Di Bartolomei                       |
| Pecci Sclosa Bertoneri Graziani | Tiri di rigore 2 – 4 | Ancelotti Conti Santarini Di Bartolomei Falcão |

### Coppa delle Coppe
| Arbitro: | Doudine |

|                                    |           |  |
| Pruzzo 5’ Ancelotti 28’ Falcão 71’ | Marcatori |  |

| Arbitro: | Daina |

|                                          |           |  |
| Krause 26’ Lindemann 38’ Bielau 71’, 87’ | Marcatori |  |

## Statistiche

### Statistiche di squadra
Di seguito le statistiche di squadra.
| Competizione      | Punti | In casa | In casa | In casa | In casa | In casa | In casa | In trasferta | In trasferta | In trasferta | In trasferta | In trasferta | In trasferta | Totale | Totale | Totale | Totale | Totale | Totale | DR   |
| Competizione      | Punti | G       | V       | N       | P       | Gf      | Gs      | G            | V            | N            | P            | Gf           | Gs           | G      | V      | N      | P      | Gf     | Gs     | DR   |
| ----------------- | ----- | ------- | ------- | ------- | ------- | ------- | ------- | ------------ | ------------ | ------------ | ------------ | ------------ | ------------ | ------ | ------ | ------ | ------ | ------ | ------ | ---- |
| Serie A           | 42    | 15      | 8       | 7       | 0       | 23      | 7       | 15           | 6            | 7            | 2            | 20           | 13           | 30     | 14     | 14     | 2      | 43     | 20     | + 23 |
| Coppa Italia      | -     | 3       | 0       | 3       | 0       | 2       | 2       | 3            | 2            | 1            | 0            | 3            | 1            | 6      | 2      | 4      | 0      | 5      | 3      | + 2  |
| Coppa delle Coppe | -     | 1       | 1       | 0       | 0       | 3       | 0       | 1            | 0            | 0            | 1            | 0            | 4            | 2      | 1      | 0      | 1      | 3      | 4      | - 1  |
| Totale            | -     | 19      | 9       | 10      | 0       | 28      | 9       | 19           | 8            | 8            | 3            | 23           | 18           | 38     | 17     | 18     | 3      | 51     | 27     | + 24 |

### Andamento in campionato
Fonte:
| Giornata  | 1 | 2 | 3 | 4 | 5 | 6 | 7 | 8 | 9 | 10 | 11 | 12 | 13 | 14 | 15 | 16 | 17 | 18 | 19 | 20 | 21 | 22 | 23 | 24 | 25 | 26 | 27 | 28 | 29 | 30 |
| --------- | - | - | - | - | - | - | - | - | - | -- | -- | -- | -- | -- | -- | -- | -- | -- | -- | -- | -- | -- | -- | -- | -- | -- | -- | -- | -- | -- |
| Luogo     | T | C | T | C | T | T | C | T | C | T  | C  | T  | C  | T  | C  | C  | T  | C  | T  | C  | C  | T  | C  | T  | C  | T  | C  | T  | C  | T  |
| Risultato | V | V | N | V | P | V | N | P | V | N  | V  | N  | N  | V  | N  | N  | V  | N  | V  | N  | V  | N  | V  | V  | N  | N  | V  | N  | V  | N  |
| Posizione | 1 | 1 | 1 | 1 | 1 | 1 | 1 | 1 | 1 | 1  | 1  | 1  | 1  | 1  | 1  | 1  | 1  | 1  | 1  | 1  | 1  | 2  | 1  | 1  | 1  | 2  | 2  | 2  | 2  | 2  |

Legenda:

Luogo: C = Casa; T = Trasferta. Risultato: V = Vittoria; N = Pareggio; P = Sconfitta.

### Statistiche dei giocatori
Desunte dai tabellini de La Stampa e de L'Unità.
| Giocatore        | Serie A  | Serie A | Coppa Italia | Coppa Italia | Coppa delle Coppe | Coppa delle Coppe | Totale   | Totale |
| Giocatore        | Presenze | Reti    | Presenze     | Reti         | Presenze          | Reti              | Presenze | Reti   |
| ---------------- | -------- | ------- | ------------ | ------------ | ----------------- | ----------------- | -------- | ------ |
| F. Superchi      | 0        | 0       | 0            | -0           | 0                 | -0                | 0        | 0      |
| F. Tancredi      | 30       | -20     | 6            | -3           | 2                 | -4                | 38       | -27    |
| M. Amenta        | 3        | 0       | 2            | 0            | 1                 | 0                 | 6        | 0      |
| D. Bonetti       | 20       | 0       | 4            | 0            | -                 | -                 | 24       | 0      |
| D. Maggiora      | 15       | 0       | 5            | 0            | 2                 | 0                 | 22       | 0      |
| V. Romano        | 22       | 0       | 5            | 0            | 2                 | 0                 | 29       | 0      |
| F. Rocca         | 6        | 0       | 2            | 0            | 1                 | 0                 | 9        | 0      |
| L. Spinosi       | 29       | 0       | 0            | 0            | 2                 | 0                 | 31       | 0      |
| S. Santarini     | 7        | 0       | -            | -            | 0                 | 0                 | 7        | 0      |
| M. Turone        | 25       | 0       | 6            | 4            | 2                 | 0                 | 33       | 4      |
| C. Ancelotti     | 29       | 2       | 6            | 2            | 2                 | 1                 | 37       | 5      |
| L. Birigozzi     | 3        | 0       | 2            | 0            | -                 | -                 | 5        | 0      |
| R. Benetti       | 2        | 0       | 2            | 0            | 1                 | 0                 | 5        | 0      |
| B. Conti         | 27       | 5       | 6            | 0            | 2                 | 0                 | 35       | 5      |
| M. De Nadai      | 12       | 0       | 1            | 0            | 0                 | 0                 | 13       | 0      |
| A. Di Bartolomei | 30       | 6       | 4            | 2            | 2                 | 0                 | 36       | 8      |
| A. Di Carlo      | -        | -       | -            | -            | -                 | -                 | -        | -      |
| A. Di Chiara     | 1        | 0       | 1            | 1            | -                 | -                 | 2        | 1      |
| P. Falcão        | 25       | 3       | 5            | 0            | 2                 | 1                 | 32       | 4      |
| P. Giovannelli   | 7        | 0       | -            | -            | -                 | -                 | 7        | 0      |
| R. Scarnecchia   | 25       | 2       | 6            | 0            | 1                 | 0                 | 32       | 2      |
| A. Sorbi         | 4        | 0       | -            | -            | 1                 | 0                 | 5        | 0      |
| R. Pruzzo        | 28       | 18      | 3            | 0            | 2                 | 1                 | 33       | 19     |
| P. Faccini       | 3        | 2       | 3            | 0            | -                 | -                 | 6        | 2      |

## Giovanili

### Piazzamenti
- Primavera:
  - Campionato Primavera
  - Coppa Italia Primavera
  - Torneo di Viareggio: vincitore
  - Blue Stars/FIFA Youth Cup: vincitore
- Allievi Nazionali: vincitore